# 田山駅
田山駅（たやまえき）は、岩手県八幡平市石名坂（いしなざか）にある、東日本旅客鉄道（JR東日本）花輪線の駅である。

## 歴史
- 1929年（昭和4年）10月25日：鉄道省の駅として二戸郡田山村に開業[2]。
- 1982年（昭和57年）11月15日：貨物の取り扱いを廃止[2]。
- 1984年（昭和59年）2月1日：荷物の扱いを廃止[2]。
- 1986年（昭和61年）11月1日：交換施設を撤去。駅員無配置駅となり[3]、田山駅長を廃止し、荒屋新町駅長管理下となる（駅員は荒屋新町駅員派遣により継続）。
- 1987年（昭和62年）4月1日：国鉄分割民営化により、東日本旅客鉄道の駅となる[2]。
- 1999年（平成11年）12月4日：荒屋新町駅の業務委託化により駅員派遣廃止、無人化。大更駅長管理下となる。
- 2004年（平成16年）2月：簡素駅舎に改築。
- 2018年（平成30年）6月1日：大更駅の業務委託化に伴い、盛岡駅に管理駅が変更となる。
- 2024年（令和6年）10月1日：えきねっとQチケのサービスを開始[1][4]。

## 駅構造
単式ホーム1面1線を有する地上駅である。元々は相対式ホーム2面2線を有する列車交換可能な構造であったが、合理化により交換施設が撤去された。
盛岡統括センター（盛岡駅）管理の無人駅である。1999年（平成11年）までは荒屋新町駅から駅員が派遣されていた。

## 駅周辺
- 岩手警察署田山駐在所
- 県道195号田山花輪線
- 国道282号
- 田山スキー場

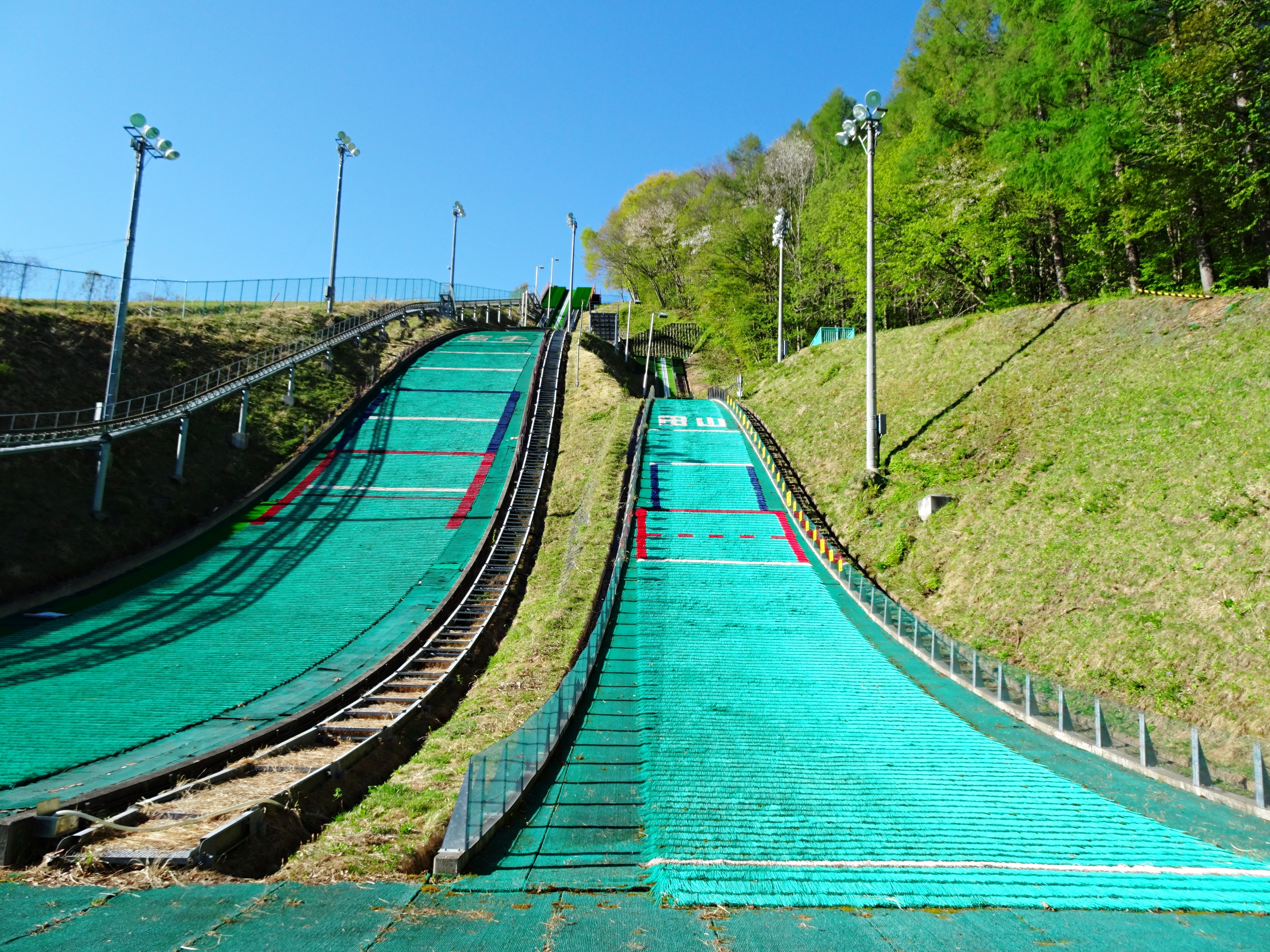
田山ジャンプ場

  - 田山ジャンプ場（岩手県営スキージャンプ場）が隣接
  - 八幡平市矢神飛躍台[5]
- 田山郵便局
- 東北自動車道
- 八幡平市立田山小学校
- 米代川

## 隣の駅
東日本旅客鉄道（JR東日本）
■花輪線
横間駅 - 田山駅 - 兄畑駅